# Corton-Charlemagne

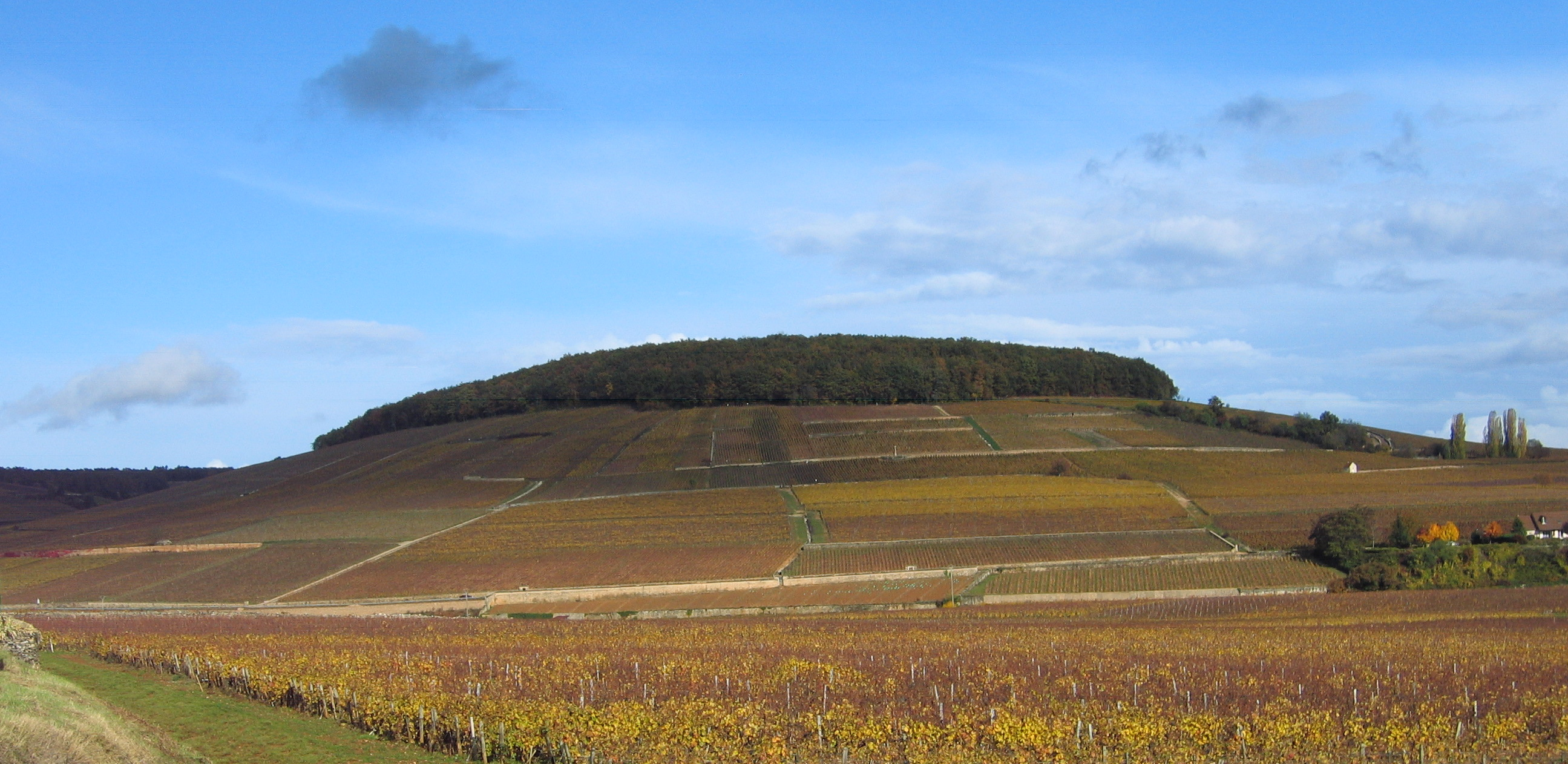
Der Corton-Charlemagne, vom Südwesten aus gesehen. Die auf diesem Bild zu sehenden Rebflächen liegen auf dem Gemeindegebiet von Aloxe-Corton.

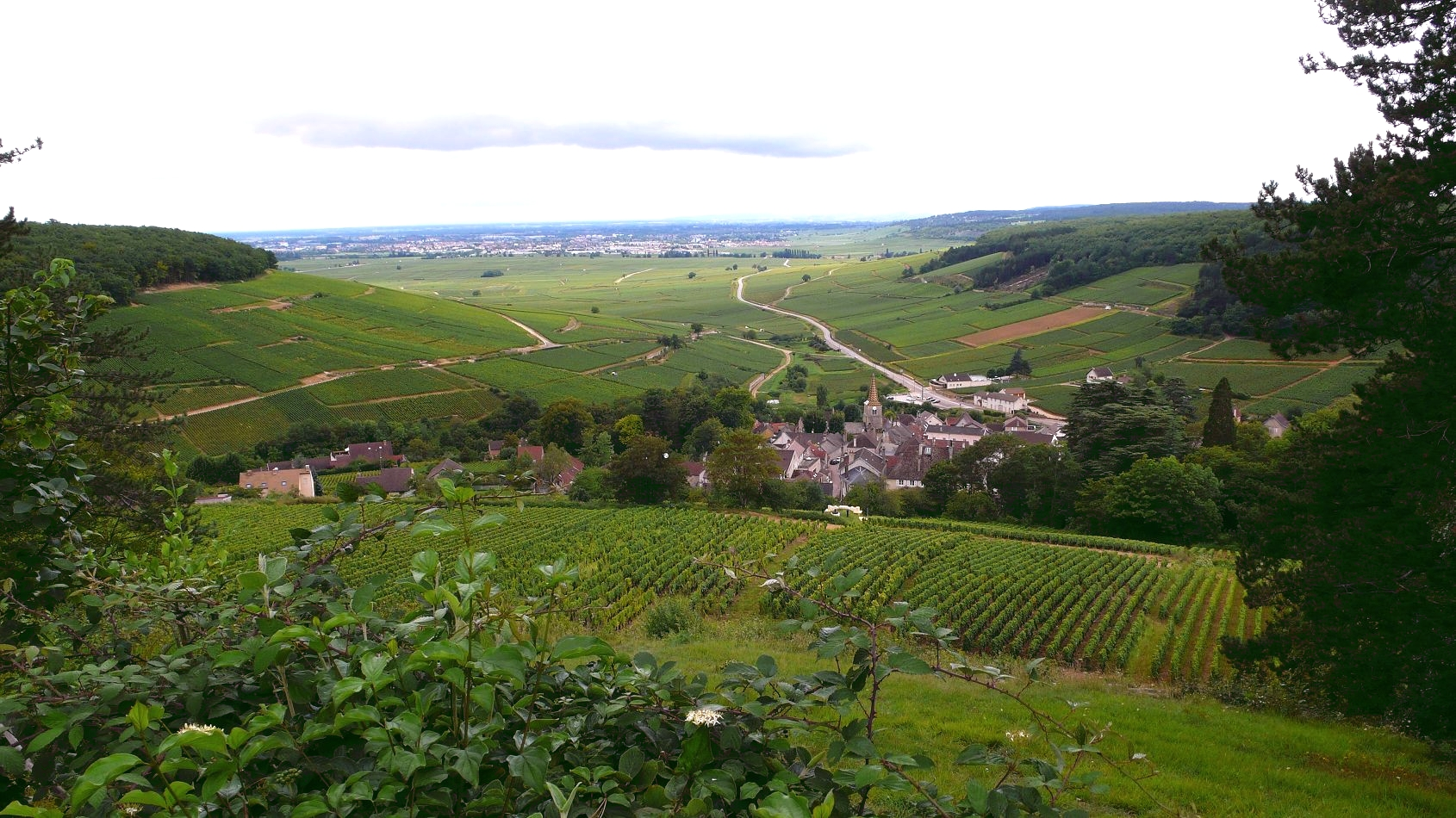
Blick auf Pernand-Vergelesses. Im Hintergrund erkennt man die Stadt Beaune. Links im Bild ist der Berg Corton mit seiner bewaldeten Kuppe. Die sichtbaren Rebflächen am Hang des Montage de Corton gehören zur Lage Corton-Charlemagne

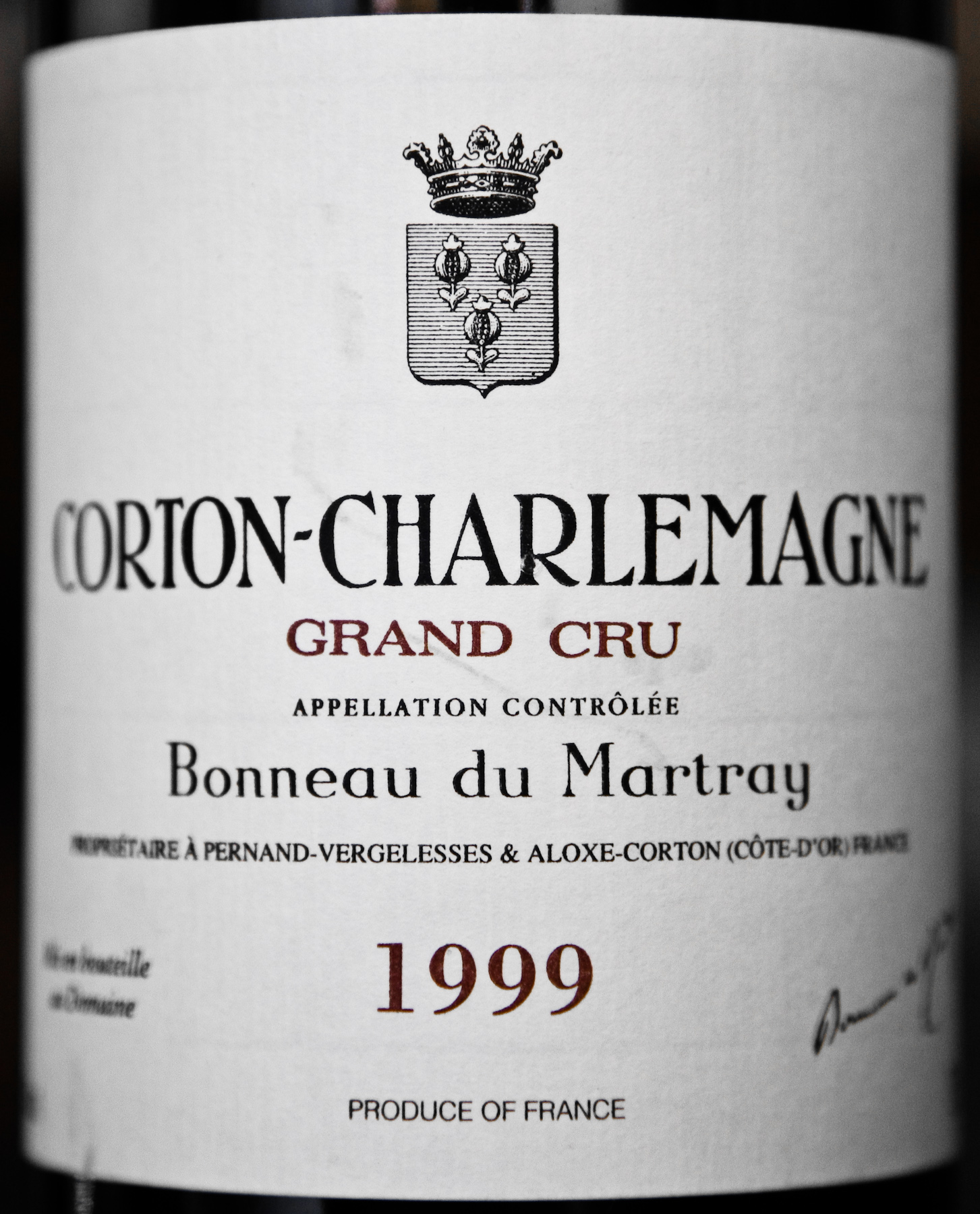
Das Etikett einer Flasche Corton-Charlemagne aus dem Haus Bonneau du Martray.

Corton-Charlemagne ist eine als Grand Cru eingestufte Weinlage an der Côte d’Or im französischen Weingebiet Burgund. Sie liegt in den Gemeinden Aloxe-Corton, Pernand-Vergelesses und Ladoix-Serrigny in der Côte de Beaune. Corton-Charlemagne besitzt eine eigene Appellation. Erzeugt wird ausschließlich Weißwein. Corton-Charlemagne belegt in Ladoix und Aloxe die oberen Lagen des gleichnamigen Hügels Montagne de Corton. Trotz der Größe und der unterschiedlichen Ausrichtung der Rebflächen zur Sonne darf die Gemarkung (franz.: Climat) auf dem Etikett nicht erwähnt werden. Den Status einer AOC erhielt die Lage am 31. Juli 1937. Einige Parzellen teilt sich die Lage Corton-Charlemagne mit der zweiten Grand Cru-Lage des Hügels: Corton. Beide Lagen zusammen verfügen über eine Fläche von nahezu 160.19 Hektar und überschneiden sich zum Teil.
Es gelten folgende Regeln:
- Der Rotwein namens Corton darf auf der gesamten, definierten Fläche (siehe Abschnitt Climats) produziert werden. Auf dem Etikett darf zur besseren Eingrenzung der Name des climats erwähnt werden. Lediglich Rotweine der Lage Corton-Charlemagne sind von dieser Regelung ausgeschlossen.
- Der Weißwein namens Corton darf auf der gesamten, definierten Fläche (siehe Abschnitt Climats) produziert werden. Der Name des climat darf nicht erwähnt werden. Einzige Ausnahme: der Wein Corton-Vergennes des Hôtel-Dieu de Beaune (Hospices de Beaune).
- Einige Parzellen in Aloxe und Ladoix dürfen Rotweine und Weißweine unter dem Namen Corton-Charlemagne erzeugen.

Die Lage Corton-Charlemagne geht gemäß Cmille Rodier nachweislich bis auf das Jahr 775 n.Ch. zurück, als Karl der Große (franz. Charlemagne) die Lage dem Kloster von Saulieu schenkte. Bis zur französischen Revolution verblieb die Lage bei der Kirche.

## Klima und Geologie
Die Weinlage Corton-Charlemagne befindet sich auf einem Hang in 250 bis 340 m Höhe über dem Meeresspiegel. Der darüber liegende Wald schützt die Lage vor kalten Winden. Auch von Spätfrösten bleibt die Lage meist verschont. Das Klima wird dem burgundischen Übergangsklima zugerechnet, bei dem kontinentale Einflüsse gegenüber maritimen überwiegen. Der Chardonnay gedeiht in südlicher und südöstlicher Ausrichtung noch hervorragend auf den oben gelegenen Parzellen. Lediglich auf den südlich und südwestlich ausgerichteten Lagen in Aloxe und Pernand-Vergelesse profitiert der Chardonnay auch von den wärmeren Lagen im unteren Bereich des Hügels.
Der Boden des Montagne de Corton besteht im unteren Bereich aus einer dünnen Auflage aus braunem Kalkstein-Verwitterungsschutt. Die Reben müssen ihre Wurzeln in den Sockel aus dem Erdzeitalter des Bathonium treiben. Auf einer Höhe von 260 m ist eine ungefähr 15 m starke Schicht des Juragestein (Oolith) aufgeschlossen. Geologisch stammt er aus dem unteren Oxfordium. Der obere Teil besitzt eine besonders dünne, mergelreiche Auflage.

## Wein

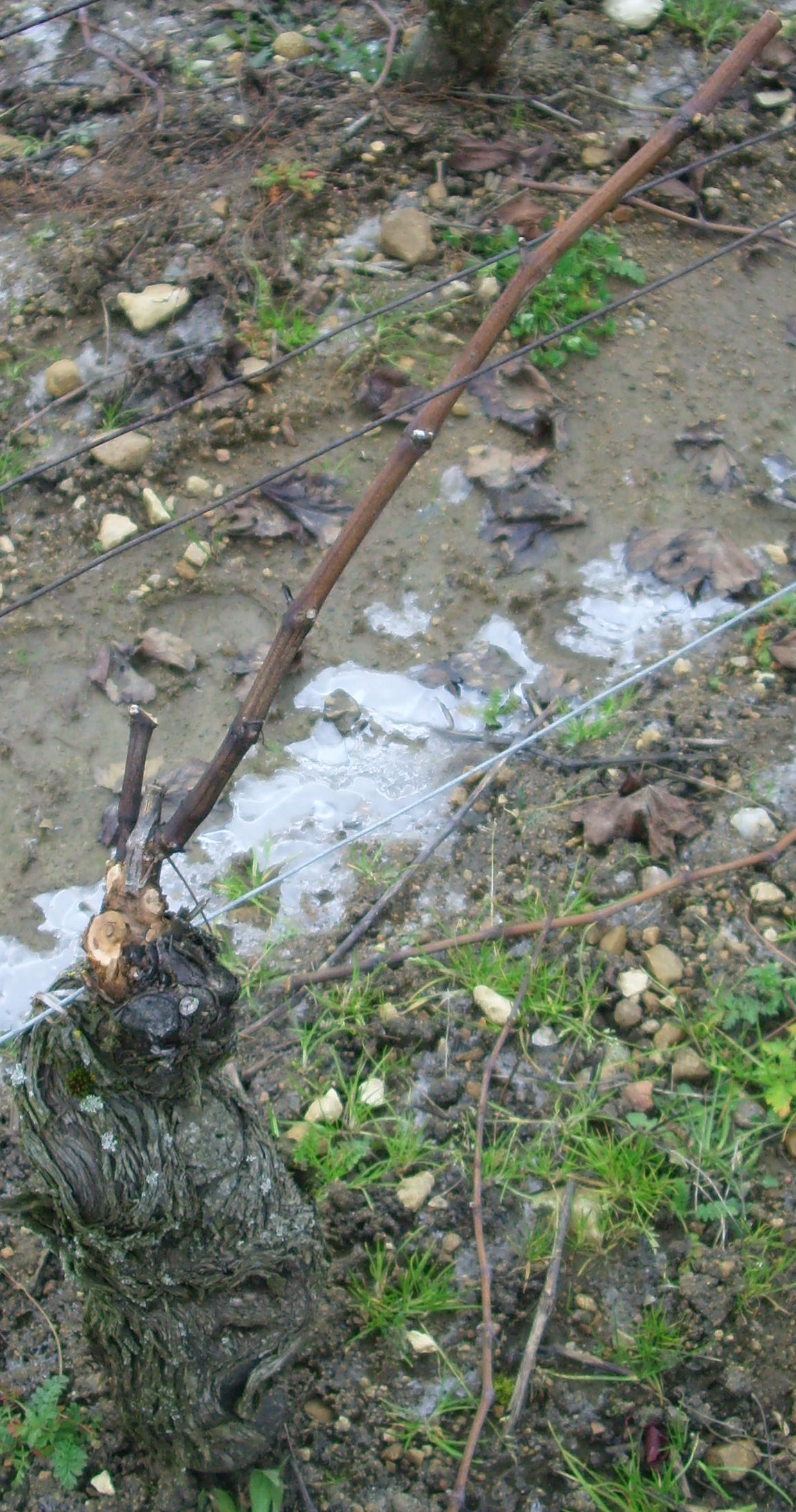
Als Reberziehung wird die in Frankreich méthode Guyot genannte Flachbogenerziehung vorgeschrieben.

Die Weißweine der Grand Cru Lage werden aus der Rebsorte Chardonnay gekeltert. Der natürliche Alkoholgehalt muss bei den Weißweinen mindestens 12 Vol.-% betragen. Die Chaptalisation ist – wie überall in Burgund – erlaubt. Das Mindest-Mostgewicht liegt bei 187 g/l. Der Basisertrag beträgt 40 Hektoliter je Hektar, dieser darf maximal um 20 % überschritten werden.

## Produktionsmenge
Im Jahr 2008 wurden insgesamt 52,44 ha unter dem Namen Corton-Charlemagne deklariert. Insgesamt wurden 2237 Hektoliter Weißwein erzeugt. Dies entspricht insgesamt nahezu 300.000 Flaschen.

## Hersteller und Besitzer
Im Unterschied zum Weingebiet Bordeaux sind die Rebflächen durch Anwendung der Erbfolge sehr kleinteilig. Größter Eigner war mit 9,64 ha im Jahr 2008 das Haus Louis Latour. Es folgten Bonneau du Martray (9,50 ha), Bouchard Père et Fils (3,25 ha), Roland Rapet (2,50 ha), Maratray-Dubreuil (1,62 ha). Mindestens 48 andere Eigner besitzen ebenfalls Anteile zwischen 0,17 und 1,60 ha. Dem Hospices de Beaune gehörten durch diverse Schenkungen 0,7 ha.

## Climats (Die Gemarkungen)
Die folgenden climats gehören zur Appellation Corton-Charlemagne, dürfen jedoch nicht auf dem Etikett aufscheinen:
In Aloxe-Corton:
| - Le Corton - Les Languettes | - Le Charlemagne | - Les Pougets |

In Ladoix-Serrigny:
- Le Roguet et Corton (der Rotwein wird als Corton deklariert)

In Pernand-Vergelesses:
- En Charlemagne

Quelle: 